# Armaniidae
Armaniinae
Famille
Synonymes
- famille des Armaniidae Dlussky, 1983[2]
- sous-famille des Sphecomyrminae Wilson & Brown, 1967 (préféré par BioLib)[2]

Les Armaniidae ou Armaniinae sont une famille éteinte d'insectes hyménoptères de la famille des formicidés (fourmis) qui vivait au Crétacé et dont on a retrouvé des traces en Afrique et en Asie.

## Liste des genres
Selon BioLib (8 mars 2022) :
- genre † Armania Dlussky, 1983
- genre † Baikuris Dlussky, 1987
- genre † Boltonimecia Borysenko, 2017
- genre † Cretomyrma Dlussky, 1975
- genre † Dlusskyidris Bolton, 1994
- genre † Gerontoformica Nel & Perrault, 2004
- genre † Orapia Dlussky, Brothers & Rasnitsyn, 2004
- genre † Pseudarmania Dlussky, 1983
- genre † Sphecomyrma Wilson & Brown, 1967
- genre † Sphecomyrmodes Engel & Grimaldi, 2005
- genre † Zigrasimecia Barden & Grimaldi, 2013

Selon ITIS (8 mars 2022) :
- genre † Archaeopone Dlussky, 1975
- genre † Armania Dlussky, 1983
- genre † Armaniella Dlussky, 1983
- genre † Cretopone Dlussky, 1975
- genre † Dolichomyrma Dlussky, 1975
- genre † Petropone Dlussky, 1975
- genre † Poneropterus Dlussky, 1983
- genre † Pseudarmania Dlussky, 1983